# AGLA

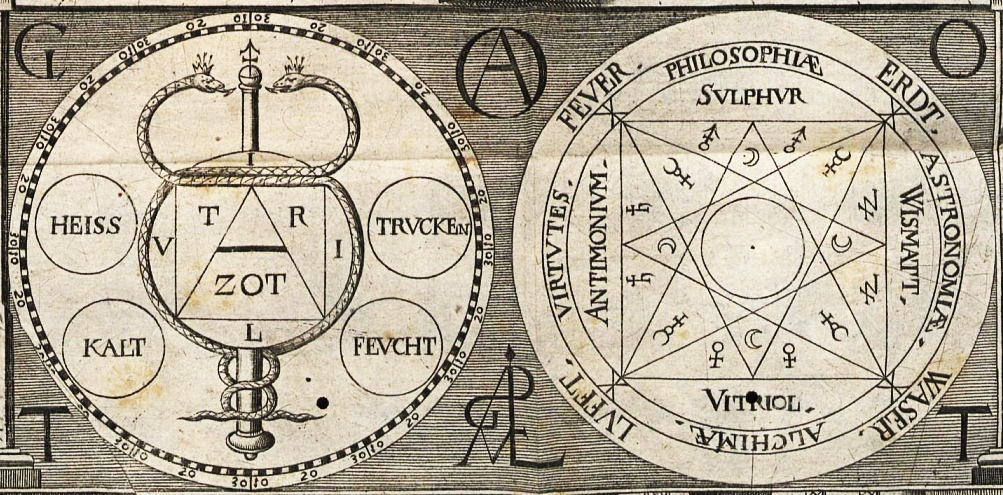
Spiegel der Kunst und Natur, 1615. AGLA. Detalle.

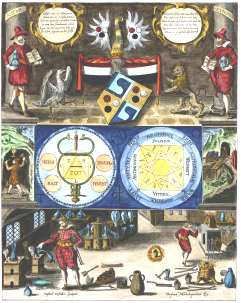
Placa 1 de Michelspacher Cabala: Spiegel der Kunst und Natur, 1615.

AGLA (אגלא) es un notarikon (acrónimo cabalístico-mágico) de Atah Gibor Le-olam Adonai, "Tú, Oh Dios, eres Todopoderoso para siempre". También puede ser visto como Athah gabor leolah, adonai, (אתה גבור לעולם אדנ — Tú eres poderoso y eterno, Señor). Samuel Liddell MacGregor Mathers sugiere una interpretación arbitraria de AGLA (אגלא) como "A la primera, A la última, G, la trinidad en la unidad, L, la completitud de la Gran Obra."
De acuerdo con The Triangular Book of the Conde de Saint Germain Dios, bajo el nombre de AGLA fue responsable de la conservación de Lot y de su familia del fuego de Sodoma y Gomorra.

## Ejemplo del Monograma AGLA
El monograma de AGLA apareció en el libro de Stephan Michelspacher Spiegel der Kunst und Natur (El Espejo del Arte y la Naturaleza), que fue publicado en Augsburgo, en 1615. Fue una obra alquímica intensamente influenciada por el punto de vista de Agrippa sobre la Kabbalah y la Magia. Adam McLean describe el panel central como "dos diagramas ciruclares con la palabra alemana GOTT (el nombre de Dios) alrededor del exterior, y las letras Alfa y Omega y el monografo que puede ser el nombre de dios, AGLA.
Esto representa el Principio -Alfa- contenido en el fin -Omega-, la primera y la última letra del alfabeto griego. Esto está relacionado con la referencia que se hace en el Libro del Apocalipsis a Jesús de Nazaret como "Yo soy el Alfa y la Omega, el Primero y el Último, el Principio y el Fin." (Apocalipsis 22.13).